# Helenoglaucytes helenae
Helenoglaucytes helenae är en skalbaggsart som först beskrevs av White 1855.  Helenoglaucytes helenae ingår i släktet Helenoglaucytes och familjen långhorningar.
Artens utbredningsområde är Vanuatu. Inga underarter finns listade i Catalogue of Life.